# Mistrovství světa v zápasu ve volném stylu 1963
Mistrovství světa v zápasu ve volném stylu 1963 se uskutečnilo v Sofii, Bulharsko.

## Přehled medailí

### Volný styl
| Kategorie  | Zlato              | Stříbro               | Bronz              |
| ---------- | ------------------ | --------------------- | ------------------ |
| do 52 kg   | Cemal Yanılmaz     | Ali Alijev            | Stojko Malov       |
| do 57 kg   | Aydin Ibrahimov    | Hiroshi Ikeda         | Mladen Georgiev    |
| do 63 kg   | Osamu Watanabe     | Ebrahim Seifpour      | Stancho Ivanov     |
| do 70 kg   | Iwao Horiuchi      | Zarbeg Beriašvili     | Gregory Ruth       |
| do 78 kg   | Guram Sagaradze    | Petko Demendžiev      | İsmail Ogan        |
| do 87 kg   | Prodan Gardžev     | Anatolij Albul        | Mansour Mehdizadeh |
| do 97 kg   | Alexandr Medveď    | Valko Kostov          | Hamit Kaplan       |
| nad +97 kg | Alexandr Ivanickij | Ljutvi Achmedov (BUL) | János Reznák       |

## Týmové hodnocení
| Pořadí | Muži volný styl | Muži volný styl |
| Pořadí | Tým             | Body            |
| ------ | --------------- | --------------- |
| 1      | Sovětský svaz   | 39              |
| 2      | Bulharsko       | 33.5            |
| 3      | Turecko         | 24              |
| 4      | Japonsko        | 23              |
| 5      | Írán            | 13.5            |
| 6      | USA             | 11.5            |